# Quadro de medalhas de esgrima na Universíada de Verão de 1967
Esgrima na Universíada de Verão de 1967.

## Quadro de medalhas
| Ordem | País          | Medalha de ouro | Medalha de prata | Medalha de bronze |   |
| ----- | ------------- | --------------- | ---------------- | ----------------- | - |
| 1     | ITA Itália    | 2               | 3                | 2                 | 7 |
| 2     | SUI Suíça     | 2               |                  |                   | 2 |
| 3     | FRA França    | 1               | 2                | 3                 | 6 |
| 4     | JPN Japão     | 1               | 1                | 1                 | 3 |
| 5     | SWE Suécia    | 1               | 1                |                   | 2 |
| 6     | AUS Austrália |                 |                  | 1                 | 1 |